# تیفانی تیسون
تیفانی تیسون (انگلیسی: Tiffany Thiessen؛ زادهٔ ۲۳ ژانویهٔ ۱۹۷۴) یک بازیگر سینما، هنرپیشه، مانکن (فرد)، کارگردان، و تهیه‌کننده اهل ایالات متحده آمریکا است. وی از سال ۱۹۸۹ میلادی تاکنون مشغول فعالیت بوده‌است.
از فیلم‌ها یا مجموعه‌های تلویزیونی که وی در آن‌ها نقش داشته‌است می‌توان به بورلی هیلز، ۹۰۲۱۰ و داماد اشاره نمود.